# Maxim Jakubowski
Pour les articles homonymes, voir Jakubowski.
Maxim Jakubowski, né le 19 octobre 1944, est un écrivain, éditeur, directeur de collection et critique britannique. Il est également l'auteur de nombreuses anthologies.

## Biographie
Né à Londres, il grandit en France,. Après ses études, il y est journaliste culturel pendant plusieurs années. Il retourne ensuite en Angleterre et y ouvre, en 1988, l'une des plus grandes librairies d'Europe consacrées au genre policier, Murder One. Après qu'il l'ait vendue, la librairie est devenue, en 2009, une librairie en ligne.
Parallèlement à ses activités journalistiques, puis de libraire, Jakubowski publie une anthologie dès 1963, Loin de Terra. Une activité d'anthologiste qu'il reprend dans les années 1970, contribuant régulièrement à diverses publications, notamment au Mammoth book, recueil de textes érotiques, policiers (crime ou mystère). Il devient à la même époque directeur de collections et éditeur,. Il dirige les collections Black Box Thrillers (publiant ainsi des auteurs tels que Marc Behm, Michael Connely, Jim Thompson ou David Goodis) pour l'éditeur Zomba Books, Blue Murder pour Simon & Schuster, Allison & Busby puis Xanadu, Eros Plus et The Bloomsburg Film Classics.
À la suite de son expérience en France, il poursuit son activité de journaliste en Angleterre en collaborant entre autres au Guardian pendant dix ans et au Daily Telegraph. Il tient également des chroniques sur le roman noir dans Time Out (magazine) et Mystery Scene (en), ainsi qu'à la radio ou la télévision. Il est le conseiller de plusieurs festivals.
Après la publication de plusieurs recueils de poèmes et de nouvelles, il donne son premier roman en 1997, It's You that I Want to Kiss. Poursuivant dans la veine érotico-policière ou érotique qui était celle de ses nouvelles.

## Œuvre

### Romans
- It's You that I Want to Kiss, Londres, The Do Not Press, 1997 (ISBN 978-1-899344-15-4)
- Because She Thought She Loved Me, Londres, The Do Not Press, 1998 (ISBN 978-1-899344-27-7)
- The State of Montana, Londres, The Do Not Press, 1998 (ISBN 978-1-899344-43-7) Publié en France sous le titre Montana, traduit par Viviane Mikalkov, Paris, Éditions Blanche, 2001  (ISBN 2-84628-070-3)
- On Tenderness Express, Londres, The Do Not Press, 2001 (ISBN 978-1-899344-54-3)
- Kiss Me Sadly, Londres, The Do Not Press, 2002, 228 p. (ISBN 978-1-899344-88-8)
- Confessions of a Romantic Pornographer, Londres, The Do Not Press, 2004, 249 p. (ISBN 978-1-904316-27-5) Publié en France sous le titre Confessions d'un pornographe romantique, traduit par C.P. Henry, Paris, Éditions Blanche, 2007  (ISBN 978-2-84628-163-8)
- I Was Waiting for You, Abercynon, Accent Press, 2010 (ISBN 978-1-907016-59-2)
- Ekatarina and the Night, Abercynon, Accent Press, 2011, 192 p. (ISBN 978-1-908006-96-7)

### Nouvelles
- Life in the World of Women, Londres, The Do Not Press, 1998, 181 p. (ISBN 978-1-899344-06-2) Publié en France sous le titre Ma vie chez les femmes, traduit par Viviane Mikalkov, Paris, Éditions Blanche, 1999  (ISBN 9782911621413)
- Fools for Lust, New York, Blue Moon, 2006, 320 p. (ISBN 978-1-56201-510-7)
- A Washington Square Romance, Londres, Xcite Books, 2011, 66 p. (ISBN 978-1-908192-63-9, lire en ligne)
- The Music of Bodies, Londres, Xcite Books, 2011, 83 p. (ISBN 978-1-908192-65-3, lire en ligne)
- We Mate in the Dark : Dark Erotica Stories, Londres, Xcite Books, 2011, 65 p. (ISBN 978-1-908192-64-6, lire en ligne)

### Traductions
- David Meltzer, The Agent, North Hollywood, Essex House, 1968 (OCLC 3131630) Publié en France sous le titre Tendre Réseau, traduit par Maxim Jukabowski, Paris, Champ Libre, 1977 (OCLC 320693881)
- Michel Jeury, Le Temps incertain, Paris, Robert Laffont, 1973 (OCLC 790593) Publié au Royaume-Uni sous le titre Chronolysis, traduit par Maxim Jakubowski, Londres, Macmillan, 1980  (ISBN 9780025592209)
- Emma Becker, Mr : roman, Paris, Denoël, 2011, 477 p. (ISBN 978-2-207-10950-2) Publié au Royaume-Uni sous le titre Monsieur, traduit par Maxim Jakubowski, Londres, Constable, 2012  (ISBN 9781780334769)
- Johanna Gustawsson, Block 46, Paris, Milady, 2016, 328 p. (ISBN 978-2-35294-909-1) Publié aux États-Unis sous le titre Block 46, traduit par Maxim Jakubowski, New York, Orenda Books, 2017  (ISBN 9781910633717)

### Anthologies (liste non exhaustive)
- Loin de Terra, Paris, Denoël, 1963 (OCLC 61591956)
- Galaxies intérieures, Paris, Denoël, 1977 (OCLC 803896826)
- Catastrophes, Paris, Verviers : Marabout, 1977 (OCLC 837020127)
- Galaxies intérieures 2, Paris, Denoël, 1979 (OCLC 822868753)
- Galaxies intérieures 3, Paris, Denoël, 1983 (OCLC 803896831)
- The Mammoth Book of Erotica, Londres, Robinson, 1994 (ISBN 978-1-85487-269-2)
- London Noir, Londres, Serpent's Tail, 1994, 264 p. (ISBN 978-1-85242-308-7)
- The Mammoth Book of Pulp Fiction, Londres, Robinson, 1996 (ISBN 978-1-85487-507-5)
- Chronicles of Crime, Londres, Headline, 1999, 372 p. (ISBN 978-0-7472-7548-0)
- Paris Noir : Capital Crime Fiction, Londres, Serpent's Tail, 2007, 336 p. (ISBN 978-1-85242-966-9, lire en ligne)
- The Mammoth Book of New Erotic Photography, Londres, Robinson, 2010, 480 p. (ISBN 978-1-84901-384-0) Publié en France sous le titre Le Grand Livre de la nouvelle photographie érotique, traduit par Christian Séruzier, Paris, Éditions Blanche, 2010  (ISBN 978-2-84628-263-5)

### Essais
- Maxim Jakubowski et Michael Gross, The Rock Yearbook, Londres, Virgin Books, 1981 (ISBN 978-0-907080-06-0)
- Maxim Jakubowski et Malcolm Edwards, The Complete Books of Science Fiction & Fantasy Lists, Londres, Granada, 1983 (ISBN 978-0-586-05678-3) (également titré The SF book of lists)
- The Rock Album, Londres, Muller, 1983 (ISBN 978-0-584-11045-6)
- The Wit and Wisdom of Rock and Roll, Londres, Unwin, 1983 (ISBN 978-0-04-808034-9)
- Maxim Jakubowski et John Tobler, MTV Who's Who in Rock Video, Londres, Zomba Books, 1984 (ISBN 978-0-946391-24-0)
- The Rock Album 2, Londres, Zomba Books, 1984 (ISBN 978-0-946391-26-4)
- Maxim Jakubowski et Ron Van Der Meer, The Great Movies Live, Simon & Schuster/Ebury Press, 1987 (OCLC 830698634)
- 100 Great Detectives, Londres, Xanadu, 1991 (ISBN 978-1-85480-025-1)
- Maxim Jakubowski et Edward James, The Profession of Science Fiction : SF Writers on Their Craft and Ideas, Londres, Macmillan, 1992, 208 p. (ISBN 978-0-333-52481-7)
- Maxim Jakubowski et Nathan Braund, The Mammoth Book of Jack the Ripper, Londres, Robinson, 1999, 499 p. (ISBN 978-1-85487-537-2) (édition révisée en 2005)
- Following the Detectives : Real Locataions in Crime Fiction, Londres, New Holland Books, 2010, 256 p. (ISBN 978-1-84773-701-4)

## Récompenses
Prix Anthony 1992 de la critique pour 100 Great Detectives. Xanadu, 1991